# Jirka
Jirka (hebr. ירכא; arab. يركا; ang. Yirka) – samorząd lokalny położony w Dystrykcie Północnym, w Izraelu.

## Położenie
Miejscowość jest położona na wysokości 281 metrów n.p.m. na zachodnim skraju Górnej Galilei. Leży na zachodnich zboczach wzgórza Tefen (535 m n.p.m.). Po stronie północnej jest głębokie wadi strumienia Bet ha-Emek, a po stronie południowej jest wadi strumienia Jasaf. Okoliczny teren opada w kierunku zachodnim w stronę równiny przybrzeżnej Izraela. W jego otoczeniu znajdują się miejscowości Kafr Jasif, Abu Snan, Januch-Dżat i Julis, moszawy Amka i Lappidot, kibuce Kiszor, Tuwal i Pelech, oraz wsie komunalne Kelil i Gitta. Na południe od miejscowości znajduje się baza wojskowa Sił Obronnych Izraela (prawdopodobnie są to magazyny amunicji).

### Podział administracyjny
Jirka jest położona w Poddystrykcie Akki, w Dystrykcie Północnym.

## Demografia
Zgodnie z danymi Izraelskiego Centrum Danych Statystycznych w 2011 roku w Jirka żyło ponad 15,3 tys. mieszkańców, z czego 98,8% Druzowie, 1,1% Arabowie muzułmanie i 0,1% Arabowie chrześcijanie. Wskaźnik wzrostu populacji w 2011 roku wynosił 2,0%. Zgodnie z danymi Izraelskiego Centrum Danych Statystycznych średnie wynagrodzenie pracowników w Jirka w 2009 roku wynosiło 4865 ILS (średnia krajowa 7070 ILS).
| Wiek (w latach) | Procent populacji w % |
| --------------- | --------------------- |
| 0 – 4           | 10,8                  |
| 5 – 9           | 11,1                  |
| 10 – 14         | 11,3                  |
| 15 – 19         | 10,7                  |
| 20 – 29         | 16,9                  |
| 30 – 44         | 20,7                  |
| 45 – 59         | 11,8                  |
| 60 – 64         | 1,9                   |
| 65 –            | 4,7                   |

Źródło danych: Central Bureau of Statistics.

## Historia
Zgodnie z lokalną tradycją, Druzowie zaczęli osiedlać się w tej okolicy od XI wieku. W 1596 roku w Jirce żyło 174 mieszkańców, którzy płacili podatki z produkcji oliwy z oliwek. Francuski podróżnik Victor Guérin odwiedził wieś pod koniec XIX wieku i opisał ją jako niewielką wieś druzyjską, zamieszkałą przez 324 mieszkańców. W wyniku I wojny światowej w 1918 roku cała Palestyna przeszła pod panowanie Brytyjczyków. Przyjęta 29 listopada 1947 roku Rezolucja Zgromadzenia Ogólnego ONZ nr 181 w sprawie podziału Palestyny przyznawała ten rejon państwu arabskiemu. Podczas wojny domowej w Mandacie Palestyny na początku 1948 roku do wsi wkroczyły siły Arabskiej Armii Wyzwoleńczej, które paraliżowały żydowską komunikację w całym obszarze Galilei. Podczas I wojny izraelsko-arabskiej Izraelczycy przeprowadzili w tym rejonie operację Dekel, i 10 lipca 1948 roku zajęli wieś. W izraelskiej armii służyła już wówczas druzyjska jednostka wojskowa, dlatego Izraelczycy nie wysiedlili mieszkańców wsi. Dzięki temu zachowała ona swój pierwotny charakter. W 1959 roku Jirka otrzymała status samorządu lokalnego.

## Symbole
Oficjalny herb Jirki został opublikowany we wrześniu 1969 roku. Herb ma kształt tarczy, w którego centralnej części umieszczono kwiat zawilca. U jego podstawy znajdują się dwa miecze z symbolem gwiazdy Dawida – był to tradycyjny symbol druzyjskiej jednostki wojskowej w izraelskiej armii. Powyżej i poniżej umieszczono nazwę miejscowości pisaną w języku hebrajskim i arabskim.

## Polityka

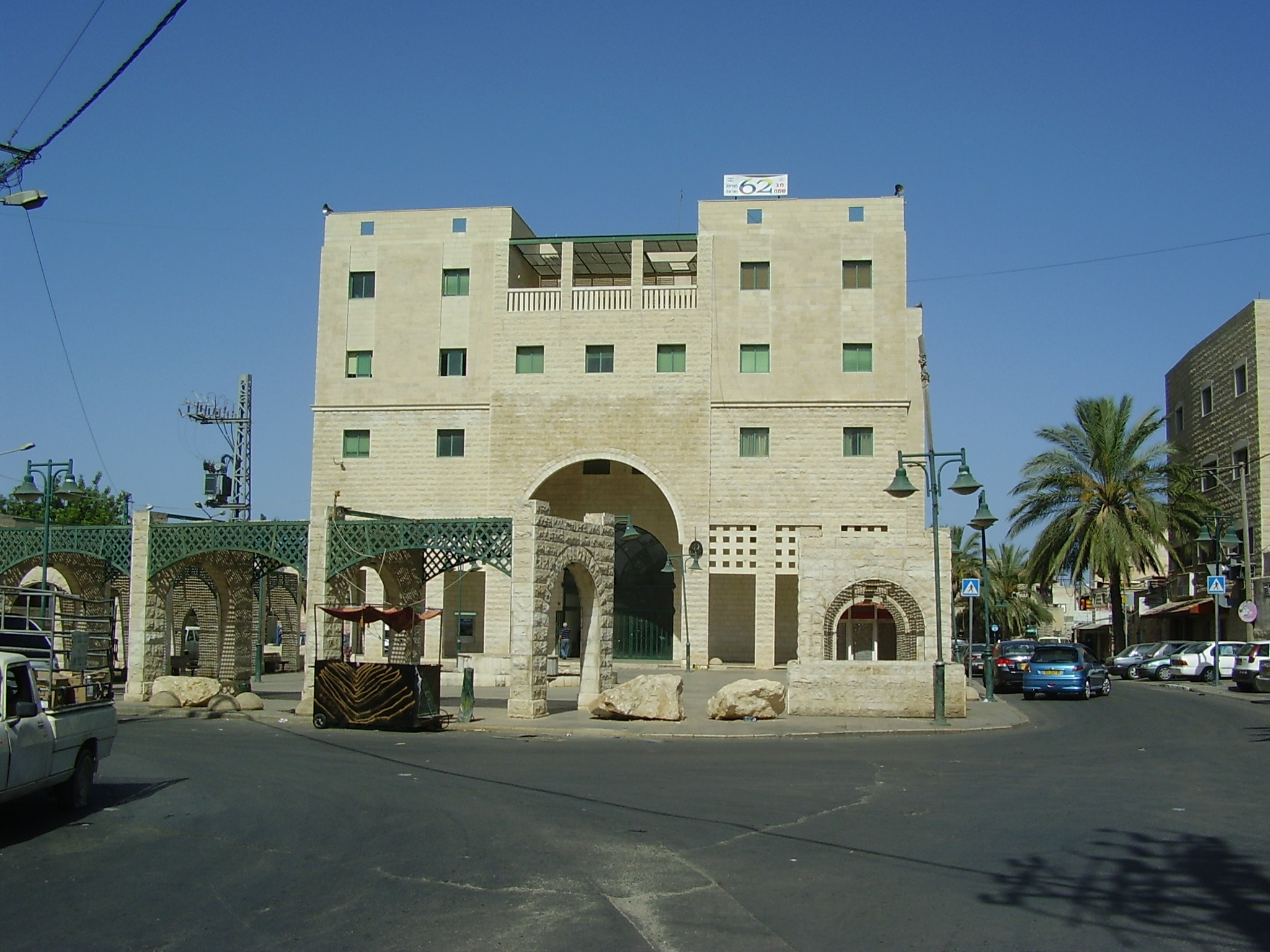
Ratusz w Jirce

Siedziba władz samorządowych znajduje się przy głównej ulicy w samym centrum miejscowości. Przewodniczącym rady jest Fares Hussein.

## Architektura
Miasteczko posiada typową arabską architekturę, charakteryzującą się ciasną zabudową i wąskimi, krętymi uliczkami. Zabudowa powstawała bardzo chaotycznie, bez zachowania jakiegokolwiek wspólnego stylu architektonicznego.

## Kultura
W miejscowości jest ośrodek kultury i biblioteka publiczna.

## Edukacja i nauka
W miejscowości znajduje się 11 szkół, w tym 7 szkół podstawowych. W 2010 roku uczyło się w nich ogółem prawie 3,9 tys. uczniów, w tym ponad 2 tys. w szkołach podstawowych. Średnia liczba uczniów w klasie wynosiła 25. Jest tutaj regionalne centrum pedagogiczne.

## Religia

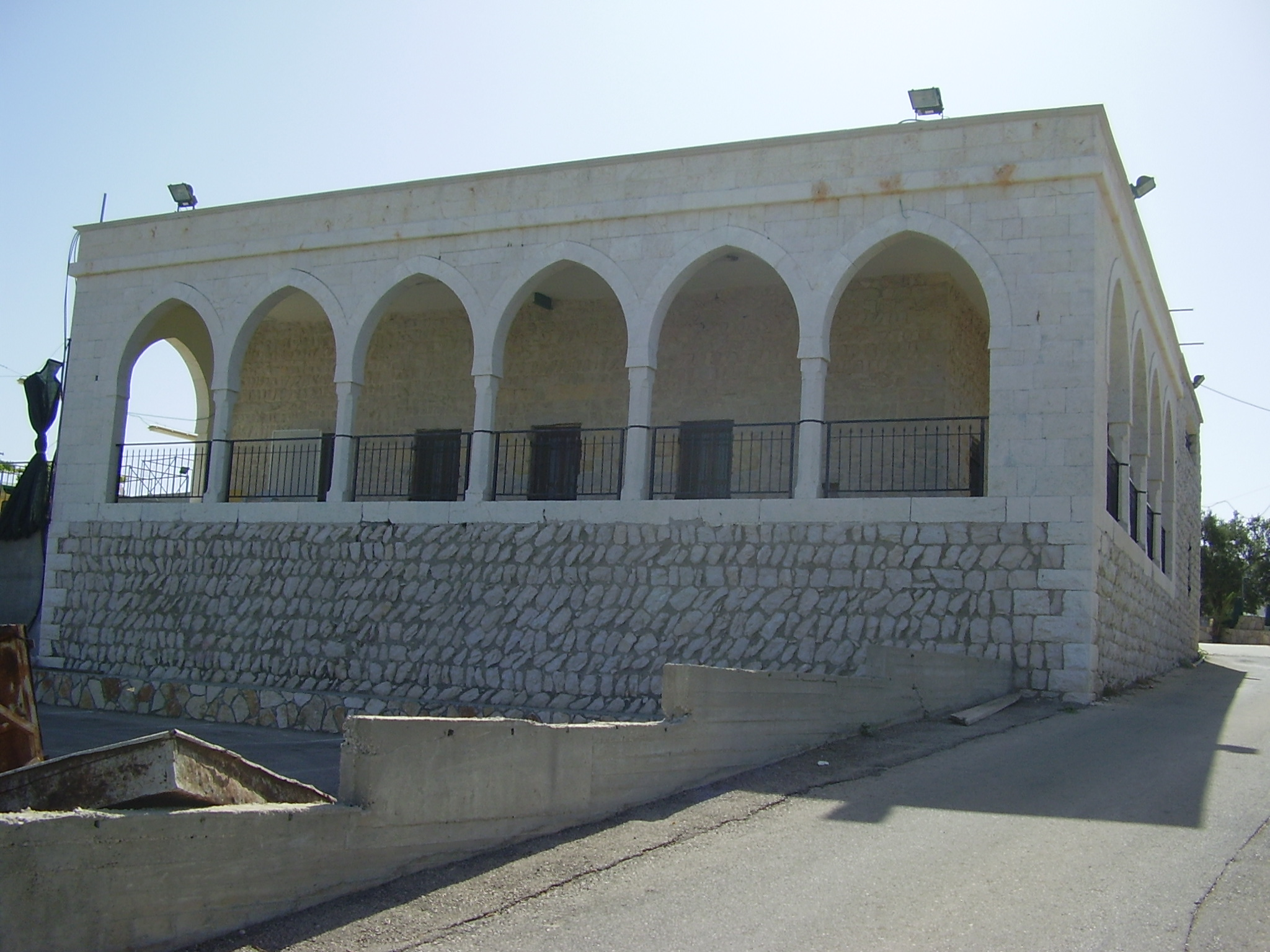
Grobowiec szejka Abu Ghanem w Jirce

W Jirce znajdują się dwa ważne religijnie miejsca, które są regularnie odwiedzane przez wierzących. Jednym z nich jest grobowiec Chuszaja, przyjaciela króla Dawida. Miejsce to jest tradycyjnie czczone przez Żydów. Drugim ważnym miejscem jest grobowiec szejka Abu Ghanem, który był jednym z założycieli wiary Druzów w XI wieku. W 1980 roku wybudowano tutaj nowy dom modlitw, sprzed którego roztacza się piękny widok na okoliczne wzgórza.

## Sport i rekreacja
W zachodniej części miasteczka znajduje się boisko do piłki nożnej. Mniejsze boiska oraz sale sportowe są zlokalizowane przy szkołach.

## Gospodarka
Lokalna gospodarka opiera się na małej działalności produkcyjnej oraz handlu. Część mieszkańców pracuje w okolicznych strefach przemysłowych. Wielu mieszkańców znajduje także zatrudnienie w izraelskiej armii i policji. W miejscowości znajduje się duży zakład produkujący wyroby ze stali, który należy do rodziny Kadmani.

## Transport
Przez miejscowość przechodzi droga nr 8533, którą jadąc na wschód dojeżdża się do skrzyżowania z drogą nr 8544 i kibucu Kiszor, natomiast jadąc na zachód dojeżdża się do miasteczek Kafr Jasif i Julis, a następnie do skrzyżowania z drogą nr 70. Lokalne drogi prowadzą na zachód do miejscowości Abu Snan i na północny wschód do miejscowości Januch-Dżat i wioski Gita.